# Lagotellerie-Insel
Die Lagotellerie-Insel (französisch Île Lagotellerie) ist eine 2 km lange Insel in der Marguerite Bay vor der Westküste des Grahamlands auf der Antarktischen Halbinsel. Sie liegt 3,25 km westlich des Südendes von Horseshoe Island. Die Lagotellerie-Insel hat eine Fläche von 1,58 km².
Ihr Gelände ist steil und felsig. Zwei jeweils 268 m hohe Erhebungen sind durch einen breiten Sattel von 200 m Höhe verbunden. Etwa 13 % der Insel, vor allem im Süden, sind dauerhaft von Eis bedeckt.
Die Insel besitzt eine für ihre Lage vielfältige Flora und Fauna. 3,7 % ihrer Fläche, besonders flache Felsterrassen in 30 bis 50 m Höhe über dem Meeresspiegel, sind von grüner Vegetation bedeckt. Unter anderem kommen hier die beiden einzigen in der Antarktis beheimateten Gefäßpflanzen vor, die Antarktische Schmiele und die Antarktische Perlwurz. Sie bedecken zusammenhängende Flächen von bis zu 10 m² Größe. Der lehmige Boden, der sich unter diesen Matten und ihrer wirbellosen Fauna entwickelt hat, ist wahrscheinlich einzigartig in diesen Breiten. Daneben wurden bisher 20 Moosarten 2 Lebermoosarten und 60 Arten von Flechten nachgewiesen. Auf der Insel ist eine der südlichsten Populationen der flügellosen Zuckmückenart Belgica antarctica zu finden. Im Südosten der Insel gibt es eine Kolonie von etwa 2000 Adeliepinguinen und eine der südlichsten Kolonien der Blauaugenscharbe. Im Jahr 2011 wurden etwa 200 Pelzrobben an der Nordküste sowie in der Pinguinkolonie gesichtet, außerdem 20 Weddellrobben. Von geologischem Wert sind die im Osten freiliegenden fossilhaltigen Gesteine, die wahrscheinlich aus dem Jura stammen. Seit 1985 steht die Lagotellerie-Insel unter dem Schutz des Antarktisvertrags, seit 2002 als besonders geschütztes Gebiet ASPA-115.
Teilnehmer der Fünften Französischen Antarktisexpedition (1908–1910) unter der Leitung des Polarforschers Jean-Baptiste Charcot entdeckten und kartierten die Insel. Charcot benannte sie nach Baron Maurice de Lagotellerie (1874–1928), einem Bankier aus Paris und Sponsor seiner Forschungsreise.